# Cranaella willemsei
Cranaella willemsei är en insektsart som beskrevs av Willy Adolf Theodor Ramme 1941. Cranaella willemsei ingår i släktet Cranaella och familjen gräshoppor. Inga underarter finns listade i Catalogue of Life.